# Robert Hankey
Pour les articles homonymes, voir Hankey.
Robert "Robin" Maurice Alers Hankey (4 juillet 1905-28 octobre 1996)). Diplomate et agent du MI6.

## Biographie
Il est le fils de Maurice Hankey (1877-1963), le créateur du Comité de coordination du renseignement (JIC). 
Éducation à Rugby School puis au New College de l'université d'Oxford avant d'intégrer le corps diplomatique.
Après la guerre, il s’attache à contrer la menace communiste en Europe. Il est partisan d'une ligne offensive, en ayant recours aux méthodes de la guerre psychologique, et non d'une simple politique d'endiguement. Il est conseiller à l’ambassade de Varsovie en 1945-46. 
En août 1946, il prend la tête du Service de Renseignement Hémisphère nord (Northern Information Department) du ministère des Affaires étrangères. Sous sa direction, le MI6 prend peu à peu le relais du SOE (Special Operations Executive). 
Nommé Compagnon de l'Ordre de Saint-Michel et Saint-George (CMG) le 1/01/1947. 
En novembre 1948, il propose aux autorités britanniques de s’appuyer sur les mouvements de résistance intérieure albanais pour déstabiliser le régime de Hodja. 
Ambassadeur en Suède de 1954 à 1960, il est nommé Chevalier Commandeur de l’Ordre royal de Victoria (KCVO) le 10 juin 1956.
Cité dans La grande trahison de N. Bethell, MI6 de S. Dorril (en) et Au cœur de l'action clandestine de D. Smiley.

## Sources
- Nicholas William Bethell et Baron Bethell (trad. Bénédicte Boudou et Antoine Jaccottet), La Grande trahison [« The great Betrayal »], 251 p. (OCLC 32078506). Les manœuvres de déstabilisations du domino albanais par la CIA et le MI6, et le rôle de Kim Philby
- Colonel David Smiley, Au cœur de l'action clandestine. Des Commandos au MI6, L'Esprit du Livre Éditions, 2008 (traduction par Thierry Le Breton de (en) Irregular regular, 1994). Les mémoires d'un officier du SOE en Albanie, du SOE en Asie du Sud-Est, puis agent du MI6 (Pologne, Albanie, Oman, Yémen). Smiley est attaché militaire à Stockholm, en Suède quand Robin Hankey est ambassadeur.
- (en) Stephen Dorril (en), MI6 : inside the covert world of Her Majesty's secret intelligence service, New York, Free Press, 2000, 907 p. (ISBN 0-7432-0379-8, OCLC 43662148) La référence sur le MI6. Toutes les opérations clandestines du service sont détaillées. Index en ligne. Robin Hankey est cité pages 83, 98, 122, 255, 325 et 366